# Athemistus aborigine
Athemistus aborigine là một loài bọ cánh cứng trong họ Cerambycidae.